# Trajekt Zeebrugge–Harwich
Das Trajekt Zeebrugge–Harwich (Zeebrügge–Harwich) war von 1924 bis 1987 (mit Unterbrechung während des Zweiten Weltkriegs) eine internationale Eisenbahn-Fährverbindung zwischen dem europäischen Festland und Großbritannien. Die Fährverbindung diente ausschließlich dem Güterverkehr.

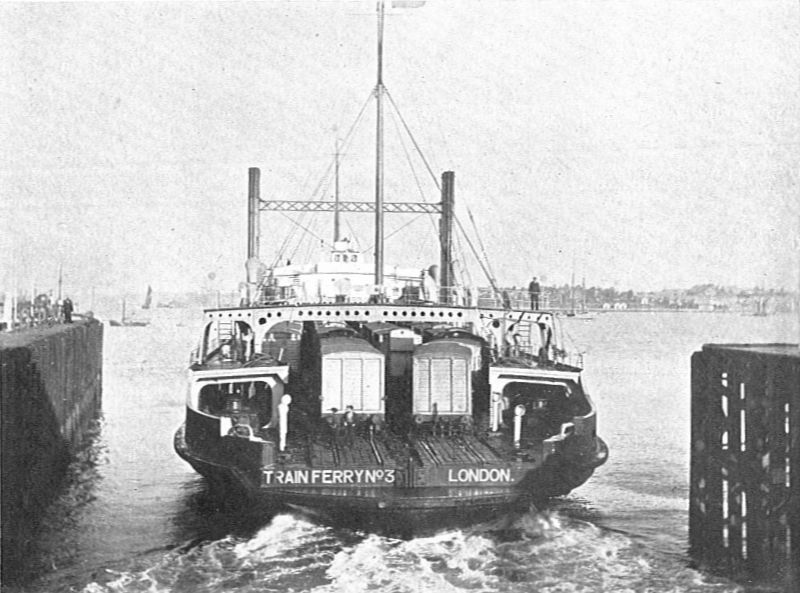
Das Trajekt: Ausfahrt aus dem Hafen Harwich, 1928

## Beginn
1925 trat die Deutsche Reichsbahn dem belgisch-englischen Fährboot-Vertrag bei. Die Verbindung ermöglichte ab dem 1. Mai 1925 den durchgehenden Versand von Waren mit der Eisenbahn zwischen Deutschland und dem Vereinigten Königreich, ohne diese zwischendurch umladen zu müssen. Bis dahin mussten die Waren zwei Mal, von der Bahn auf das Schiff, und dann nochmals, vom Schiff auf die Bahn, umgeladen werden. Zudem war eine aufwändigere „seemäßige Verpackung“ erforderlich.

## Fahrzeuge

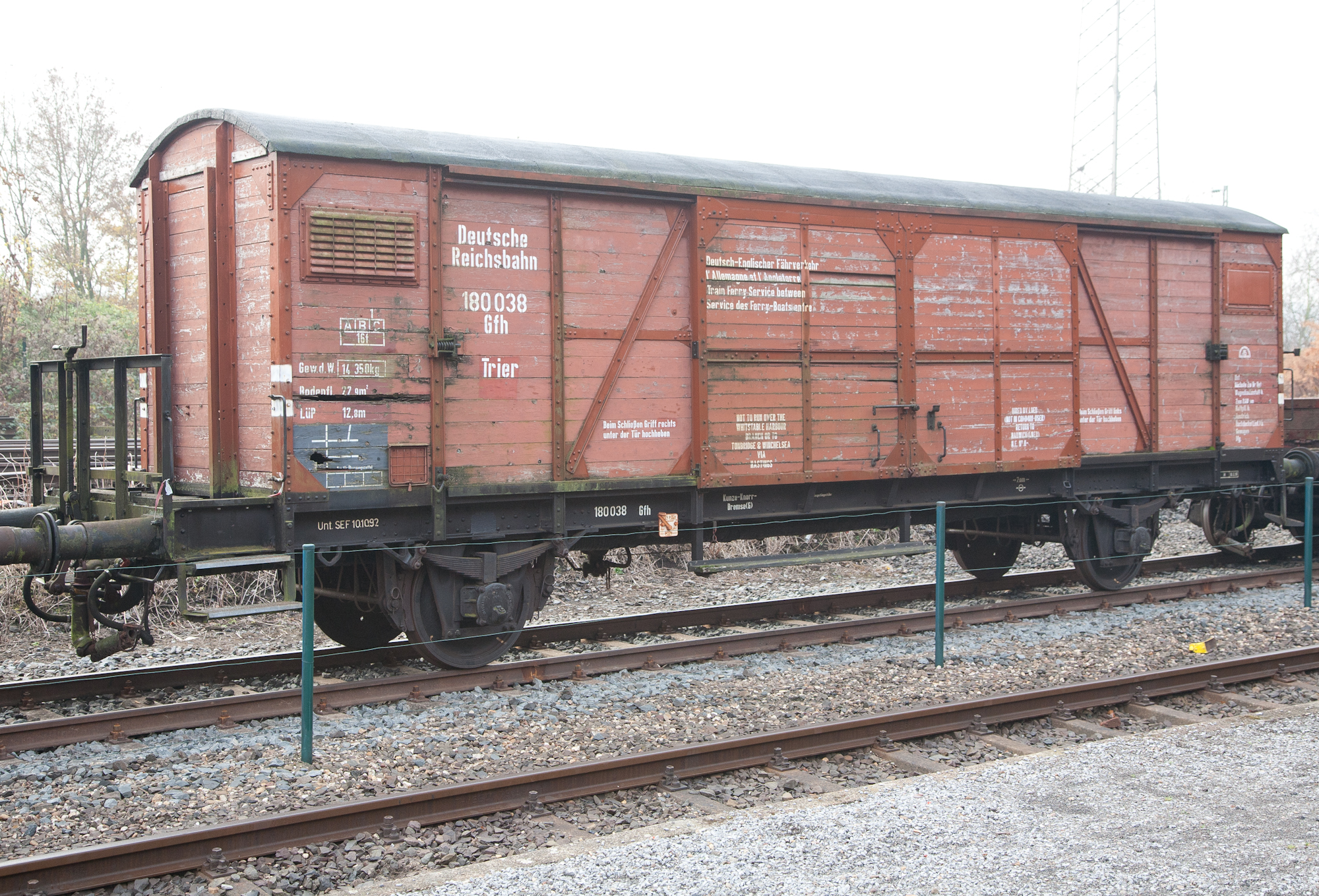
Güterwagen der Gattung Gfh für den Trajektverkehr mit Großbritannien

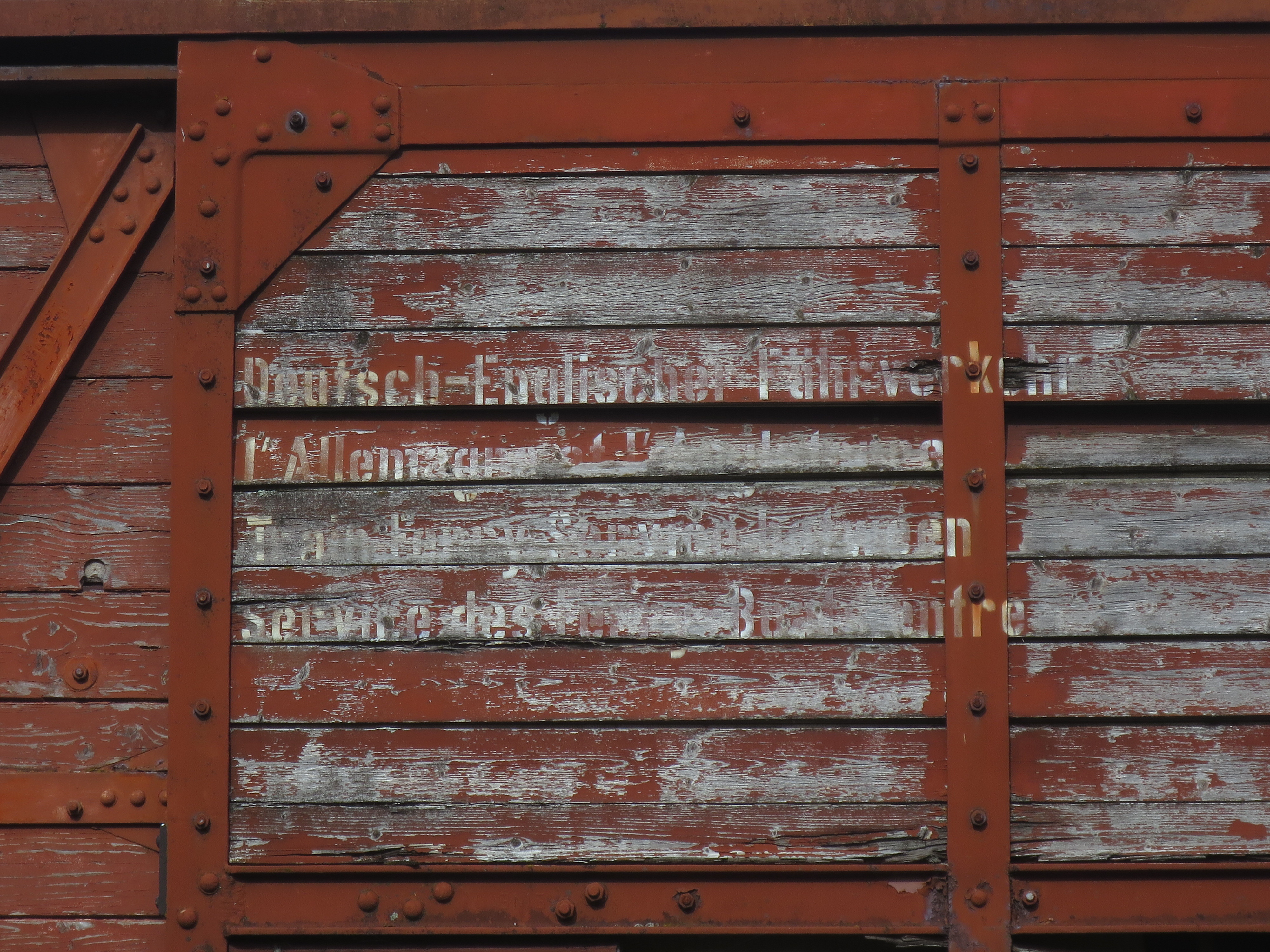
Deutsch-Englischer Fährverkehr – Viersprachige Detailaufschrift auf dem Güterwagen der Gattung Gfh

Wegen des schmaleren Lichtraumprofils der britischen Eisenbahnen waren für den Verkehr nur dafür speziell gebaute Güterwagen zugelassen, die von der Deutschen Reichsbahn als „Fährbootwagen“ (F.-B.-Wagen) bezeichnet wurden. Diese Wagen waren zunächst bei der Belgischen Staatsbahn eingestellt und wurden wie Privatgüterwagen behandelt. Soweit sie deutschen Heimatbahnhöfen zugewiesen waren, erhielten sie eine dreisprachige Beschriftung in Englisch, Französisch und Deutsch. Ab 1926 besaß die Deutsche Reichsbahngesellschaft dann auch eigene Wagen. 1928 beschaffte die Deutsche Reichsbahn Rungenwagen, die im Verkehr mit Großbritannien eingesetzt werden konnten.
Bis 1934 entstanden 300 gedeckte Güterwagen (Gfh) und 40 Rungenwagen (Rfh), die ursprünglich der Reichsbahndirektion Trier zugeordnet waren. Die Reichsbahndirektion Trier wurde 1935 mit der Rückkehr des Saargebiets zum Deutschen Reich in Reichsbahndirektion Saarbrücken umbenannt. Das in den Gattungszeichen für Fährbootwagen stehende Nebengattungszeichen „f“ – für „Fähre“ – wurde 1943 durch „b“ ersetzt.

## Betrieb
Auf der Fährverbindung verkehrten bis 1957 teilweise die Train Ferries No. 1, No. 2 und No. 3.
In der Anfangszeit des Verkehrs beteiligten sich nicht alle britischen Bahnen daran oder nur in beschränktem Umfang. In der Praxis scheinen die Schwierigkeiten aber nur gering gewesen zu sein. Wegen Problemen mit dem Lichtraum waren auch zunächst durchlaufende Sendungen nördlich von Glasgow oder nach Irland nicht möglich. Nach Mitteilung der britischen Seite beförderten ab 1926 „alle englischen Eisenbahnen ohne Ausnahme“ die Fährbootwagen.
In Berlin bestand eine Geschäftsstelle des Fährdienstes Harwich–Zeebrücke G.m.b.H., die den Verkehr vermittelte und überwachte und dazu eng mit der Reichsbahn zusammenarbeitete.
Täglich verkehrte eine Trajektfahrt je Richtung. In der Weltwirtschaftskrise ging der Bedarf stark zurück, so dass 1932 pro Woche nur noch drei Fahrten (je Richtung) stattfanden und an zwei Tagen pro Woche die Möglichkeit bestand, ein zusätzliches Fahrtenpaar einzulegen.
Während des Zweiten Weltkriegs war die Verbindung unterbrochen. 1950 konnten auch deutsche Fährbootwagen wieder eingesetzt werden. Die Nachfrage war so groß, dass bereits ein Jahr später Mangel an geeigneten Güterwagen bestand.
1987 wurde das Trajekt eingestellt.